# Rhyacia electra
Rhyacia electra là một loài bướm đêm trong họ Noctuidae.